# Vera Lionarons-Heilbron
Vera Lionarons-Heilborn (Paramaribo, 6 april 1931 – Maastricht, 12 juli 2008) was een Surinaamse hoorspelactrice, radiopresentatrice, programmamaakster en docent.

## Leven
Lionarons-Heilbron was een van de allereerste radiopresentatoren (omroepster) en (journalistieke) programmamakers van Suriname. Als hoorspelactrice vervulde ze de titelrol Linda Crokett in de radiofeuilleton Linda's eerste liefde, die halverwege de jaren 50 dagelijks in Suriname werd uitgezonden. Door het succes van dit radiohoorspel deed zich in Suriname voor het eerst het verschijnsel voor van mediasterren die gesigneerde foto's aan fans uitdeelden. Deze foto's signeerde zij als Linda Crokett.
Daarnaast verzorgde zij tot begin jaren 60 bij RAPAR ook reguliere omroep- en andere programmatische diensten. Tijdens haar carrière bij de radio begeleidde zij in live-uitzendingen ook vele artiesten op de piano. Uit die periode zijn er geen geluidsfragmenten bewaard gebleven.
Als docent was zij tot 1982 verbonden aan de M.G.J. Poolschool. In die hoedanigheid bracht ze haar Surinaamse middelbareschoolleerlingen de beginselen en kennis van de talen Nederlands, Frans, Engels en Spaans bij.
Haar echtgenoot Wilfred Lionarons, uitgever van het kritische dagblad De Vrije Stem, ontsnapte aan de Decembermoorden, omdat hij op dat moment toevallig een conferentie in de Verenigde Staten bijwoonde. In de nacht van 7 op 8 december schoot het militaire regime drukkerij/uitgeverij en kantoren van De Vrije Stem in brand en verwoestten deze tot aan de grond. Lionarons-Heilbron, die op dat moment in de nabijgelegen echtelijke woning lag te slapen, kon zich ternauwernood in veiligheid brengen. Vanwege het levensgevaar waarin haar echtgenoot verkeerde, ontraadden de inlichtingendiensten hem ten zeerste om vanuit de VS naar Suriname terug te keren. Na een mislukte oversteek naar Frans-Guyana slaagde zij er bij een tweede poging in Suriname met het vliegtuig te verlaten richting Nederland. Het paar vestigde zich in Maastricht.
Als trouw lid van aanvankelijk de Vrije Evangelisatie in Paramaribo en later de Pinkstergemeente in Maastricht speelde het geloof een belangrijke rol in haar leven. Met name als pianiste zette zij zich actief voor de gemeente in tijdens de kerkdiensten.